# Apagomerina azurescens
Apagomerina azurescens là một loài bọ cánh cứng trong họ Cerambycidae.